# Aname vernonorum
Espèce
Aname vernonorum est une espèce d'araignées mygalomorphes de la famille des Anamidae.

## Distribution
Cette espèce est endémique du Pilbara en Australie-Occidentale,. Elle se rencontre vers Onslow.

## Description
Le mâle holotype mesure 14,30 mm, la carapace mesure 6,44 mm de long sur 5,19 mm et l'abdomen 6,49 mm de long sur 3,94 mm.

## Étymologie
Cette espèce est nommée en l'honneur de Frances, Rob, Kathy, Charlie et Delaine Vernon.

## Publication originale
- Castalanelli, Framenau, Huey, Hillyer & Harvey, 2020 : « New species of the open-holed trapdoor spider genus Aname (Araneae: Mygalomorphae: Anamidae) from arid Western Australia. » Journal of Arachnology, vol. 48, no 2, p. 169-213.